# Sphaerozosma filiformis
Sphaerozosma filiformis là một loài Song tinh tảo trong họ Desmidiaceae, thuộc chi Sphaerozosma.